# Gekon leśny
Gekon leśny (Chondrodactylus turneri) – gatunek gada z rodziny gekonowatych (Gekkonidae).

## Systematyka
Takson ten jako pierwszy opisał John Edward Gray w 1864 roku, nadając mu nazwę Homodactylus turneri. Później został przeniesiony do rodzaju Pachydactylus. Bywał uznawany za podgatunek Pachydactylus bibronii. Bauer & Lamb (2005) wykazali, że gekon leśny jest bliżej spokrewniony z gekonem Chondrodactylus angulifer niż z większością zwierząt tradycyjnie zaliczanych do rodzaju Pachydactylus; z tego powodu zaliczyli go (wraz z jego najbliższymi krewnymi – P. bibronii i P. fitzsimonsi) do rodzaju Chondrodactylus.

## Wygląd
Samice zazwyczaj są odrobinę mniejsze od samców. Oczy ciemnozłote, powieki nieruchome. Łuski na ciele mają charakterystyczne wyrostki, największe na ogonie. Ubarwienie od jasnobrązowego do ciemnego brązu, prawie czarnego. Na grzbiecie poprzeczne rzędy czarnych plamek. U samców dodatkowo rzędy białych plamek, co je odróżnia od samic. Palce jak u wielu gekonów zakończone przylgami (lamelle – zachodzące na siebie blaszki).
- Rozmiary : gekon leśny dorasta do 20 cm długości
- Długość życia : żyje ok. 15 lat (w niewoli ok. 10)
- Pokarm : zwierzęcy (świerszcze, karaczany, szarańcza, mysie oseski)
- Dymorfizm płciowy : widoczny po czasie 3 miesięcy od wyklucia

## Występowanie
Gekona tego można spotkać w porośniętych lasem, skalistych częściach  południowej Afryki, południowej Tanzanii czy Angoli.

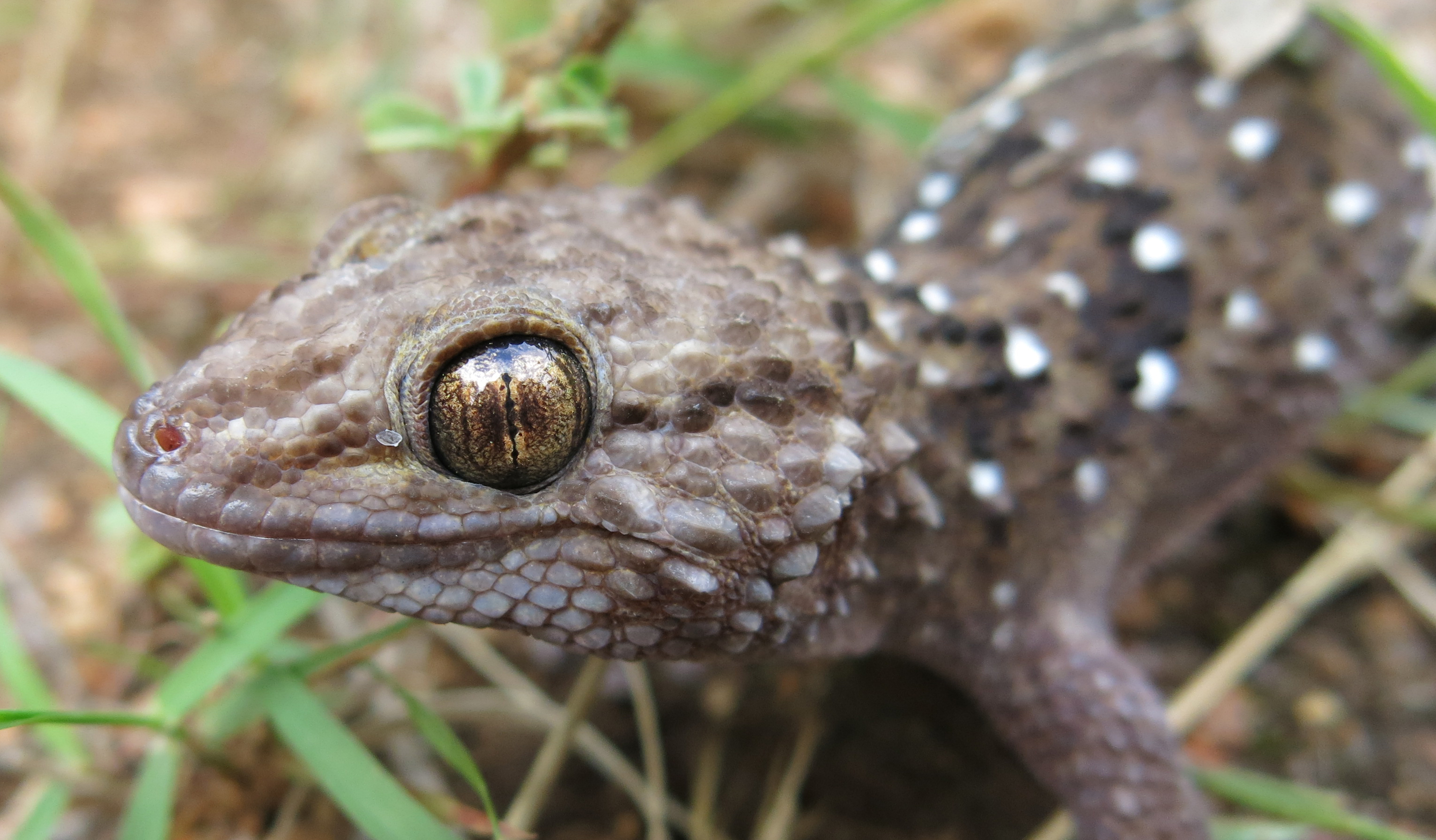

## Zachowanie
Jak wszystkie gekony z pionową źrenicą prowadzą nocny tryb życia. Żyje w stadach składających się z 15–20 osobników.
Bardzo szybko potrafi się poruszać. Wobec ludzi jest bardzo płochliwy i raczej nieufny. Można go hodować z innymi gatunkami, mniej więcej tych samych rozmiarów. Istotne, aby łączone gatunki miały podobne wymagania.

## Pożywienie
W naturze żywią się owadami, przeważnie tymi występującymi w lesie, małymi gryzoniami, pająkami czy muchami. Podczas hodowli warto jak najobficiej urozmaicać pokarm (np. ćmy, muchy, koniki polne), z uwzględnieniem faktu, że owady z odłowu mogą przenosić pasożyty, grzyby czy roztocza.

## Terrarium

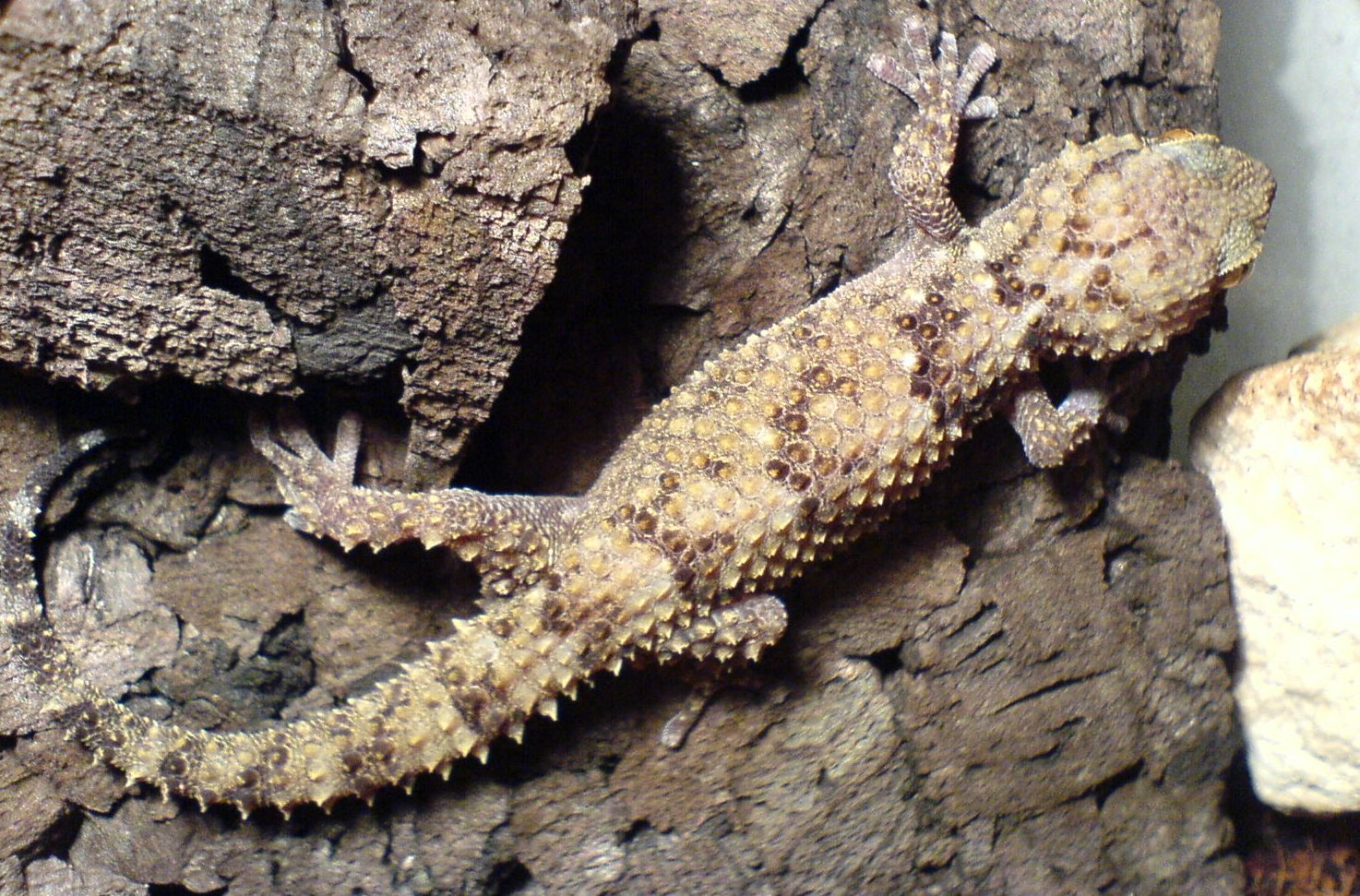

Średnie wymiary to 80/40/50 cm, musi być wentylowane. W tej wielkości terrarium można hodować nawet 3–4 gekony (najlepiej 1 samiec oraz 2 samice). Ze względu na wspinaczkę przynajmniej jedna ściana wyłożona korkiem. Najlepiej wszystkie. Podłoże najlepiej mieszane – piasek i włókno kokosowe. Dobrze dodać kilka kamieni i kryjówek oraz matę grzewczą. Oświetlenie nocne. Najlepiej promiennik podczerwieni (50/75 W), którego barwy gady nie widzą, przez co nie krępują się wychodzić z kryjówek. Lampy UVB niewymagane.
- Temperatura : 26–30 °C, punktowo nawet do 40 °C (noc 22–25 °C)
- Wilgotność powietrza: na poziomie 60%